# Glénic
Glénic este o comună în departamentul Creuse din centrul Franței. În 2009 avea o populație de 600 de locuitori.

## Evoluția populației
| An        | 1975 | 1982 | 1990 | 1999 | 2006 | 2009 |
| --------- | ---- | ---- | ---- | ---- | ---- | ---- |
| Populație | 531  | 581  | 605  | 593  | 592  | 600  |